# Occidryas howlandi
Occidryas howlandi är en fjärilsart som beskrevs av Don B. Stallings och Turner 1947. Occidryas howlandi ingår i släktet Occidryas och familjen praktfjärilar. Inga underarter finns listade i Catalogue of Life.